# Список национальных парков Сербии
Список национальных парков Сербии
| Название                      | Год основания | Площадь (га) | Карта                                              | Фото |
| ----------------------------- | ------------- | ------------ | -------------------------------------------------- | ---- |
| Национальный парк Джердап     | 1974.         | 93.968       |                                                    |      |
| Национальный парк Копаоник    | 1981.         | 11.810       | Список национальных парков Сербии (Сербия) · Точка |      |
| Национальный парк Тара        | 1981.         | 22.000       | Список национальных парков Сербии (Сербия) · Точка |      |
| Национальный парк Шар-Планина | 1986.         | 39.000       | Список национальных парков Сербии (Сербия) · Точка |      |
| Национальный парк Фрушка-Гора | 1960.         | 25.393       | Список национальных парков Сербии (Сербия) · Точка |      |